# Ellen Swallow Richards

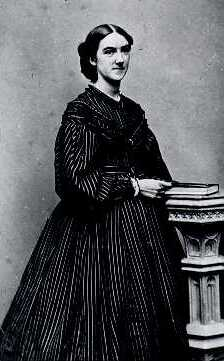
Ellen Swallow Richards

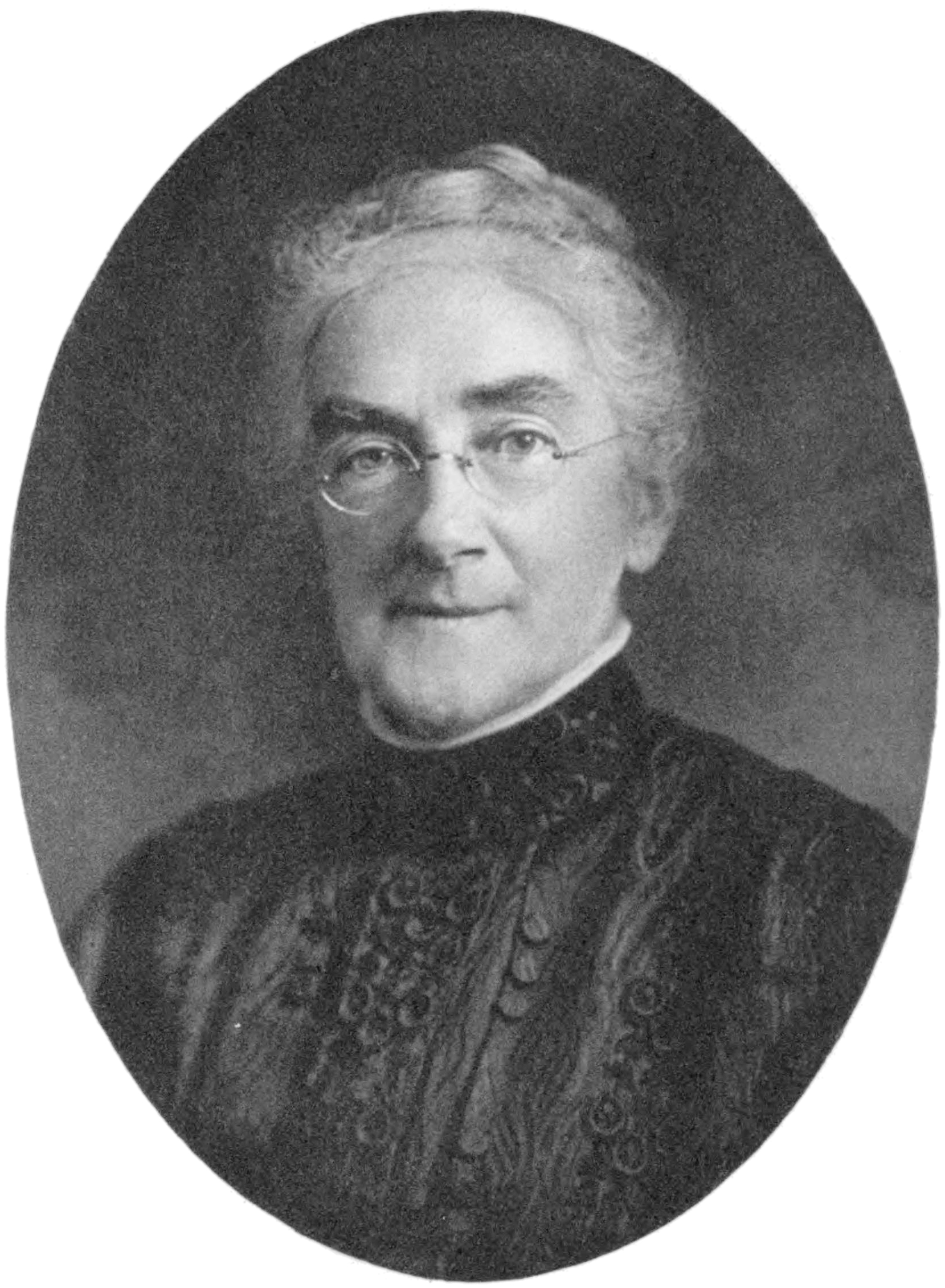
Ellen Swallow Richards

Ellen Henrietta Swallow Richards (* 3. Dezember 1842 in Dunstable, Massachusetts, USA; † 30. März 1911 in Boston) war eine US-amerikanische Chemikerin und Ökologin. Sie war eine der Begründerinnen der „Umwelthygiene“, der Vorstufe der modernen wissenschaftlichen Ökologie.

## Leben
Ellen Swallows Eltern, Fanny und Peter Swallow, waren beide Lehrer, Farmer und führten zudem einen kleinen Dorfladen. Ellen hatte nicht viel Zeit für die Schule übrig, da sie in den elterlichen Unternehmungen mitarbeiten musste. Trotzdem belegte sie ab 1859 College-Kurse in Mathematik, Französisch und Latein. Um sich das Geld für ihre Ausbildung zu verdienen, gab sie Schulunterricht und Nachhilfestunden. Nebenher pflegte sie ihre schwerkranke Mutter. Erst mit 25 Jahren hatte sie das nötige Geld beisammen, um sich am renommierten Vassar College einschreiben zu können, einer der wenigen Bildungseinrichtungen der damaligen Zeit, die Frauen überhaupt aufnahmen. Sie studierte unter anderem Astronomie bei Maria Mitchell.
1870 machte sie ihren Abschluss am Vassar College und wechselte an das Massachusetts Institute of Technology (MIT). Sie war die erste Frau, die dort studierte. Am 4. Dezember 1870 wurde sie angenommen:
It was voted to confirm the recommendation of the Committee on the School of Industrial Science that Miss Ellen H. Swallow be admitted as a Special Student in Chemistry - it being understood that her admission did not establish a precedent for the general admission of females.
1875 heiratete sie den Metallurgie-Professor Robert H. Richards (1844–1945), der am MIT lehrte.
Nach ihrem Abschluss am MIT setzte sich Ellen Richards für die Gründung des Women's Laboratory, einem Studiengang für Frauen am MIT ein, das sie von 1876 bis 1883 selbst leitete. Dazu muss man wissen, dass Frauen bis 1883 am MIT nicht zum regulären Studium zugelassen waren. Ellen Richards sorgte also mit ihrem Einsatz dafür, dass Frauen trotz dieser Behinderung die Naturwissenschaften studieren konnten.
Von 1887 an leitete Richards im Auftrag der US-Gesundheitsbehörden die Laborarbeiten einer großflächigen Untersuchung der Wasserversorgung der Vereinigten Staaten, was im Jahr 1890 zur Etablierung eines Studienganges für Sanitary engineering am MIT führte. Als Lehrkraft unterrichtete Richards ihre Studentinnen und Studenten in der Analyse von Trinkwasser, Abwässern und der Luft. Sie lebte mit ihrem Mann in einem Haus in Boston, das heute unter der Bezeichnung Ellen Swallow Richards House als National Historic Landmark im National Register of Historic Places eingetragen ist.
Neben der Arbeit unterstützten Ellen Richards und ihr Mann fast ein Vierteljahrhundert lang tatkräftig junge Frauen, die sich für das Studium der Naturwissenschaften interessierten.